# EleVate
eleVate war eine deutsche Rockband, die 1997 in Karlsruhe unter dem Namen SLAM von Andy Fechner, Marcus Fechner, Christian "Angel" Engel und Stefan Schoch gegründet wurde. Nachdem Angel die Gruppe verlassen hatte, spielte die Band als Trio, bevor sie sich 2012 auflöste.

## Geschichte
Die Band bestand aus den Musikern Andy Fechner (Gesang, Bass), Marcus Fechner (Gitarre) und dem Schlagzeuger Stefan Schoch.
2002 veröffentlichte die Band ihr Debütalbum Mankind's Dream unter dem Label Deshima Music.
Es folgten zahlreiche Konzertreihen unter anderem auch als Vorgruppe von Nena, Manfred Mann’s Earth Band und Steppenwolf.
In dieser Phase befand sich die Plattenfirma der Band in finanziellen Schwierigkeiten, was letztendlich zur Insolvenz führte. Die Band konnte sich zwar vom Label lösen, die Rechte an Mankind's Dream gingen aber zunächst in die Insolvenzmasse der Plattenfirma über. Zu der Zeit verließ das vierte Bandmitglied Angel die Band. Das übrige Trio Andy, Marcus und Stefan konnten sich aber aufraffen und arbeiteten sogleich an neuem Songmaterial. Nach einer intensiven Arbeitsphase und einem Showcase im Münchner HardRock Cafe wurde mit Artists & Acts ein neues Label gewonnen.
2007 produzierte die Band ihre erste Single beim neuen Label, die Not Out Of Mind heißt. Mit Through A Child's Eyes erschien im November desselben Jahres die zweite Single.
Im April 2008 veröffentlichte die Band mit Beyond Imagination ihre dritte Single. 2 Monate später folgte mit ...every single day ihr zweites Album. 'Die Bedeutung des Augenblicks' ist das Hauptthema auf "...every single day!" Das Album erhielt gute Kritiken und die Band promotete das Album live auf Clubtour und im Vorprogramm von "Stanfour" auf deren Tour. Außerdem gab die Band zahlreiche Unplugged-Konzerte, da die Songs auf "...every single day!" überwiegend auf Akusitinstrumenten entstanden.
Am 29. Mai 2009 erschien mit Time Will Fly die erste Single für ein neues Album, die wieder auf vielen deutschen Radiosendern ausgestrahlt wird. Unter anderem schafft der Song es in den SWR3 Hörercharts bis auf den 1. Platz vorzudringen.
Am 26. Februar 2010 veröffentlichte die Band eine weitere Single, die The Day Of Days heißt. Bei Veröffentlichung der Single wird die Band "MySpace Featured Artist". Die Band begleitete aufgrund des Sieges die amerikanische Rockband Blue October auf deren Deutschland-Tour.
Im März 2011 veröffentlichten eleVate ihr drittes Studioalbum No Shadow Without Light.
Im April 2012 gaben eleVate ein Abschiedskonzert in Miltenberg und löste sich danach auf.

## Diskografie

### Singles
- 2007: Not Out Of Mind
- 2007: Through A Child's Eyes
- 2008: Beyond Imagination
- 2009: Time Will Fly
- 2010: The Day Of Days
- 2010: Seize The Day
- 2011: The Place Where I Belong

### Alben
- 2002: Mankind's Dream
- 2008: ...every single day
- 2011: No shadow without light

## Auszeichnungen
- Gewinner des SWR Newcomer-Contest in Baden-Baden[3]
- Titelgeber des Hermann Hesse Samplers "Never sell your soul" ausgewählt von der Stadt Calw
- MySpace Featured Artist 2010